# Erichsenella
Erichsenella es un género de foraminífero bentónico de la familia Hauerinidae, de la superfamilia Milioloidea, del suborden Miliolina y del orden Miliolida. Su especie tipo es Erichsenella kegeli. Su rango cronoestratigráfico abarca el Holoceno.

## Clasificación
Erichsenella incluyes a las siguientes especies:
- Erichsenella kegeli
- Erichsenella martinsi

Otra especie considerada en Erichsenella es:
- Erichsenella schauinslandi, aceptado como Miliolinella schauinslandi